# Markus Näslund
Markus Näslund, født 30. juli 1973 i Örnsköldsvik, svensk ishockeyspiller. Markus Näslund var stjerne allerede i Ångermanlands TV-puckhold 1988, hvor han spillede sammen med en anden af Modos senere giganter Peter Forsberg. År 1993 blev Markus Näslund draftet af Pittsburgh Penguins i første runde som den 16. spiller.

## Kort fakta
- Position: Left Wing
- Skyder: Venstre
- Højde: 183 cm
- Vægt: 89 kg

## Klubber
- MODO Hockey (2005)
- Vancouver Canucks (1995/1996-2003/2004, 2005/2006- )
- Pittsburgh Penguins (1993/1994-1995/1996)
- Cleveland Lumberjacks (1993/1994-1994/1995) 5 + 7 kampe
- MODO Hockey (1989/1990-1992/1993)